# ويليام هوم فان بيورن
وليام هوم فان بيورن (William Home Van Buren) طبيب جرّاح أمريكي، ولد في 5 أبريل 1819 وتوفي في 25 مارس 1883.